# Мартино дела Торе
Мартино дела Торе (на италиански: Martino della Torre; † 20 ноември 1263 в Лоди) от рода Дела Торе е италиански кондотиер и държавник, а от 1259 г. до смъртта си де факто е първият господар на Милано.

## Произход
Той е член на благородническото гвелфско семейство Дела Торе. Син е на Якопо дела Торе, граф на Валсасина. Племенник е на Якопо ди Мартино „Гиганта“ и на Пагано I дела Торе, който установява семейна власт в град Милано. Брат е на Филипо дела Торе, господар на Милано.

## Биография

### Ранна политическа кариера
Политическата му кариера започва през 1241 г., когато се противопоставя на назначаването за подест на Милано на Паоло Сорезина.
През 1247 г. Credenza di Sant'Ambrogio (Градската управа) го избира за старейшина на град Милано, като по този начин му дава ръководството на общината. Мартино продължава (но не завършва) изготвянето на поземления регистър, започнато през 1240 г. от чичо му Пагано, и се превръща в незаменим инструмент за по-справедливо разпределение на данъците между гражданите.
През 1252 г. е назначен за подест на Лоди.
През 1256 г. благородниците, начело с архиепископ Леоне да Перего, посочват Паоло да Сорезина за свой подест, докато популаните избират Мартино за свой ръководител и му дават титлата „Подест на Кредемнца-та на Св. Амвросий“. През същата година той е назначен и за Римски сенатор, но се отказва от назначението. Вътрешните борби се възобновяват с дискусиите около избора на новия подест: в крайна сметка изборът е делегиран на четирима религиозни лица, които се спират на Енрико Сако от Лоди.

### Борби между пополани и благородници и Договор от Парабиаго
През 1257 г. се разпалват нови и още по-кръвопролитни борби между двете фракции. Популаните взимат за претекст убийството на един от тях, извършено предателски от благородника Гулиелмо да Ландриано на територията на Сеприо и, водени от Мартино дела Торе, обсаждат Фаняно, докато благородниците, следвайки архиепископа, влизат в замъка на Сеприо. Сблъсъкът е неблагоприятен за Мартино, тъй като враговете му могат да разчитат на гостоприемството на град Варезе и на въоръжената помощ на Комо. Мартино е принуден да се върне в Милано, откъдето кара да докарат карочо-то, като по този начин дава да се разбере, че е готов да влезе в открита война. Легатите на Бреша, Бергамо, Крема, Новара, Павия и Лука обаче се намесват и, предлагайки да оставят решението на спора на папа Александър IV, избягват окончателната конфронтация. В края на август в Парабиаго е постигнато споразумение между страните по текст, изготвен от представители на двете фракции, което след това беше одобрено от папата. Споразумението най-накрая е одобрено с договора, известен като Мир на Св. Амвросий, защото е уговорен в базиликата „Св. Амбросий“ в Милано на 4 април. 1258 г. В него се постановява, че  градските обществени постове трябва да бъдат разделени поравно между двете фракции, подновява се мирът с Комо и Новара и се позволява на Мартино и на благородниците, застанали на страната на противниковата страна, да възобновят заеманите преди това длъжности, но след заплащане. Междувременно партийните лидери се опитват да затвърдят мира чрез брака между Мартино и сестрата на Паоло да Сорезина. В резултат на този брак обаче Сорезина става подозрителен за фракцията на гибелините и е отстранен от обществения живот, като впоследствие е държан като затворник в Леняно от собствените си приятели: след като отново е свободен, Соразина решава да се сближи отново политически със своя зет Мартино.
През 1258 г. в Комо избухва борба между градските фракции: благородническата, водена от сем. Рускони, и тази на популаните, начесло съм сем. Витани. Мартино допринася за победата на благородниците и по този начин е избран за подест на Комо. 
По онова време Ломбардия се характеризира от поредица от борби между семействата за териториален контрол над Паданската низина, които са в рамките на гвелфите и гибелините, пораждайки контрасти и съюзи от нов вид. В лагера на гибелините маркиз Оберто II Палавичино, Буозо да Новара и Ецелино да Романо воюват помежду си, докато Мартино, който е, гвелф, се сближава с Палавичино.
В тази несигурна и сложна политическа обстановка през 1259 г. отново се разпалва борбата за градските длъжности в Милано. На 30 март миланските популани се събират в църквата „Света Текла“ – сегашната катедрала на Милано, за да изберат Старейшината на народа. Задругата Credenza di S. Ambrogio, която е най-многобройната, успява да наложи Мартино дела Торе над кандидата на Задругата „Мота“ Ацолино Марчелино. Но веднага след като Мартино и неговите последователи, след клетвата, напускат храма, Мота назначават Марчелино. Няколко дни по-късно обаче той е убит на улицата и така на 24 април Мартино тържествено е провъзгласен за Старейшина и господар на народа на Милано. Въпреки това Ла Мота не приемат назначаването му и предлагат кандидатурата на Гулиелмо да Сорезина. Папският легат Енрико да Суза, архиепископ на Амбрюн от 1250 г., се опитва да разреши проблема, като постановява забрана както на Мартино, така и на Сорезина. Мартино не приема решението и, като събира своите последователи под стените на града, се връща и прави преврат в Милано. Там той лесно преодолява подеста Балдо Гирингели и става фактическият господар на града.
Така дългият процес на поемане на властта, започнат от Мартино през 1247 г., достига своята зрялост; междинното десетилетие се характеризира с установяването на режим, който постепенно акцентира върхи практическия смисъл, чрез който голяма част от администрацията на града преминава от ръцете на милициите в тези на популаните.

### Господар на Милано
Веднъж избран за господар на Милано, той прогонва фракцията на гибелините от града (Гулиелмо Сорезина и последователи), която търси помощ от Ецелино III да Романо, като му обещава господството над Милано. Ецелино решава да обсади замъка на Орцинуови и срещу него воюват Оберто II Палавичино, Буозо да Довара и градовете Кремона, Ферара и Мантуа. Те искат и получават и участието на Мартино дела Торе. Веднага след като Мартино напуска Милано града, Ецелино, на чиято страна минават поставили миланските изгнаници, се опитва да изненада Милано. Мартино, предупреден за опасността от властите на Бергамо, успява да се върне назад, за да организира отбраната на града. Ецелино се опитва безуспешно да окупира Монца, опожарява замъка в Трецо, окупира Вимеркате и си осигурява кратък контрол над моста над Ада в Касано, продължил до пристигането на войските на Палавичино. Палавичино окупира Сесто и Монца и побеждава Ецелино, който е тежко ранен, пада в плен и умира в крепостта на Сончино (1259 г.).
Скрепил властта си чрез военния успех, Мартино дела Торе се сближава с маркиз Палавичино, който досега е бил най-големият кондотиер на Падания, за да попречи на миланските изгнаници да сключат съюз с него. Той го вика в Милано и сключва с него 5-годишен договор, с който му поверява длъжността на генерал-капитан. Папската курия гледа на този съюз с подозрение, понеже гибелинът Палавичино се слави с това да помага на еретици. Палавичино се опитал да подкопае властта на Мартино в рамките на самата Credenza di S.Ambrogio и да открадне от него господството над Лоди, което му се е подчинило на следващия ден след победата при Касано и го назначило за подест. Маневрите му са безрезултатни, тъй като Мартино успява да запази властта си. Въпреки това маркизът се възползва от престижа и авторитета, произтичащи от службата на генерал-капитан на Милано, за да укрепи и разшири сферата си на политическа хегемония: вече господар на Кремона, той става и господар на Бреша, Пиаченца, Павия, Алесандрия, Тортона, Бобио и Понтремоли.
Междувременно продължават опитите на миланските изгнаници да свалят властта на Мартино дела Торе, но всички те са безуспешни.

### Конфликт с папата
Все още е нерешен въпросът за назначаването на архиепископа на Милано. От смъртта на архиепископ Леоне да Перего през 1257 г. престолът на Свети Амвросий е вакантен, а духовниците не се споразумяват за кандидат. Има двама кандидати: Раймондо Дела Торе – син на Пагано дела Торе и братовчед на Мартино, който е архиерей на Монца, харесван от популаните, и Франческо да Сетала, харесван от благородниците. С оттеглянето на кандидатурата на Сетала през 1262 г. изглежда, че въпросът е решен; но тъй като мястото е вакантно от доста време, решението отива у Светия престол. В този именно момент кардинал Отавиано дели Убалдини и неговия антураж, част от който е и Отоне Висконти, се спира в манастира на Св. Амвросий в Милано на път за Рим от Франция. Според хронистите кардиналът, след като вижда, че в съкровищницата на базиликата се пази рубин с рядка красота, го пожелава. След това канониците на базиликата се обръщат към Мартино, който отива с богато шествие при кардинала и го информира, че е дошъл да го придружи до портите на града, след като е научил за решението му да напусне Милано. Убалдини понася обидата, но си отмъщава, като кара папа Урбан IV да назначи Отоне Висконти за архиепископ на Милано. Отоне, който е архидякон на Амброзианската църква, каноник на базиликата „Свети Амвросий“, каноник на църквата на Дезио, е член на сем. Висконти, което, макар и да не е особено богато, е в редиците на благородниците, враждебно настроени към Мартино.
Реално между Милано и Светия престол има чисто политически конфликт. Мартино, който господства над Милано, предизвиква сериозна загриженост у папата, както поради приятелството си с маркиз Оберто II Палавичино, така и поради стремежа си за надмощие над градовете в Падания; ясно е, че властта му би се засилила още повече, ако архиепископ стане братовчед му Раймондо. На 22 юли 1262 г. папата прави Отоне Висконти архиепископ на Милано, опитвайки се да ограничи разрастващата се власт на Дела Торе – в същия период Раймондо Дела Торе е издигнат в епископ на Комо. Като отговор Мартино дела Торе, заедно с Палавичино, окупира земите и имотите на архиепископията, за да принуди папата да промени избора си. Папата обаче не променя решението си и поставя под запрещение Милано. Освен това на 11 февруари 1263 г. Мартино, брат му Филипо и други важни граждани са отлъчени от Църквата, защото са привърженици на Палавичино и на краля на Сицилия Манфред, представящ се за поборник за италианския гибелинизъм. Папската разпоредба не сплашва Мартино, който отново се ангажира с това да потуши опитите за бунт на изгнаниците: за да ги лиши от всякаква възможност за защита, той разрушава укрепленията на Галарате и Бривио, както и кулата на Моцате.
В началото на 1263 г. Отоне Висконти, по заповед на папата, напуска Рим, за да се опита да завладее своята архиепископия и последван на голям брой миланци в изгнание, той влиза в Арона на 10 април. След научават новината, Мартино и Палавичино се втурват към крепостта, за да я върнат под владението на Милано. Съпротивата срещу Висконти продължава един месец; в крайна сметка Отоне е принуден да бяга, замъкът е разрушен и крепостите на Анджера и Бребия, и двете от архиепископията на Милано – също.

### Последни години и смърт
През юни 1263 г. Мартино дела Торе става и подест на Новара, където фракцията на гвелфите има надмощие. Той праща в изгнание гибелините, слагайки по този начин край на дългите партийни борби, които окървавяват града. Това е последният му успех: на 7 ноември, докато е в Лоди, той се разболява тежко. Осъзнавайки, че е близо до своя край, той поисква брат му Филипо да го наследи на поста, което се осъществява. Вероятно умира на 20 ноември. 1263 г., както е написано на епитафията над гробницата му в Абатство „Киаравале“ в Милано, където почиват баща му Якопо дела Торе и чичо му Пагано дела Торе.

## Брак и потомство
Жени се за неизвестна жена, от която има четирима сина:
- Джустамонте дела Торе († сл. 1223), дякон на метрополия Милано (1201), редови каноник (1206)
- Касоне дела Торе (неизв.), подест на Орвието (1204)
- Джакомо дела Торе († 1216), ∞ за София
- Пагано дела Торе (неизв.), подест на Падуа, има двама сина.